# Požarevac
Požarevac (în sârbă Пожаревац, în germană Passarovitz, iar în română Podu Lung sau Pojarevăț) este un oraș și comună în Republica Serbia, situat în districtul Braničevo. În anul 2002, orașul număra 41.736 de locuitori, iar teritoriul al cărui centru administrativ este, numit Orașul Požarevac, în sârbă Град Пожаревац / Grad Požarevac avea 74.902 de locuitori.
În limba sârbă, numele orașului Požarevac semnifică « orașul de foc ». Orașul Požarevac este centrul administrativ al districtului Braničevo.

## Geografie
Orașul Požarevac este situat în nord-estul Serbiei, pe drumul care leagă Belgradul de Niš. Se găsește la confluența Dunării, Moravei și Mlavei, la 80 de kilometri est de capitala sârbă.
Comuna Požarevac acoperă o suprafață de 491 km², dintre care 39.240 ha de teren arabil, situat îndeosebi în câmpia regiunii Stig și de-a lungul fluviului și râurilor.
Centru administrativ al districtului, Požarevac este și centrul economic și cultural al regiunii care cuprinde comunele Veliko Gradište, Golubac, Žabari, Žagubica, Kučevo, Malo Crniće și Petrovac na Mlavi.

## Istorie
Un tratat a fost încheiat la Požarevac, cunoscut în acea vreme sub numele de Margus, între căpeteniile hunilor Attila și fratele său Bleda și Imperiul Roman de Răsărit, în 435. Dar Margus a fost distrus de huni, în cursul invaziei lor din 442.
Požarevac este menționat pentru prima oară în istorie sub numele actual în 1476. Dar în 1718, orașul a dobândit o anumită celebritate cu ocazia încheierii aici a tratatului cunoscut sub denumirea de Tratatul de la Passarowitz, semnat între cele două imperii rivale, Imperiul Habsburgic și Imperiul Otoman.
În timpul revoltei sârbilor din 1788, orașul a fost eliberat și a făcut parte, pentru moment, din Krajina de Koča, un teritoriu smuls turcilor și alipit coroanei Habsburgilor; viitorul comandant al Primei răscoale sârbe contra turcilor, Karađorđe / Karageorge a participat la răscoală..

## Demografie
La recensământul din anul 2002, grupurile etnice din comuna Požarevac erau:
- Sârbi = 68.779
- Romi / Țigani = 2.603
- Iugoslavi = 275
- Muntenegreni = 262
- Macedoneni = 174
- Croați = 117
- Vlahi (Români) = 109

## Personalități
- Velibor Vasović
- Milivoje Živanović
- Milena Pavlović-Barili (1909 - 1945), pictoriță, poetă emigrată în SUA;
- Slobodan Milošević (1941 - 2006), președinte al Serbiei;
- Saša Ilić
- Prvoslav Vujčić (n. 1960), scriitor;
- Bata Paskaljević.

## Cooperare internațională
Požarevac a semnat acorduri de partenariat cu următoarele orașe:
- Bet Shemen Israel
- Szentendre Ungaria
- Zhengzhou China

Este înfrățit cu Volokolamsk (din 2013).j

## Galerie de imagini

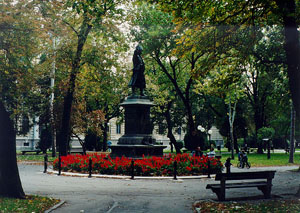
Statuia lui Miloš Obrenović
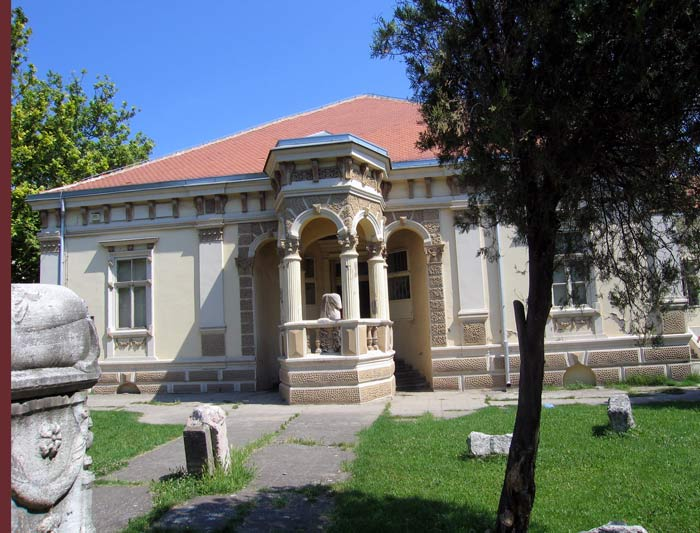
Muzeu din Požarevac
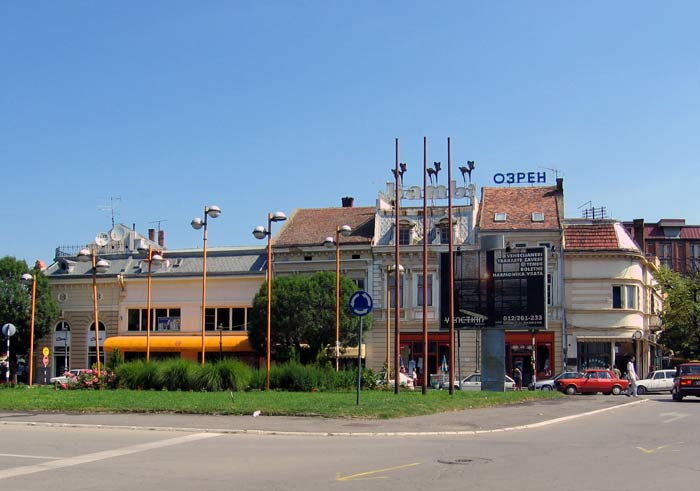
Centrul orașului Požarevac
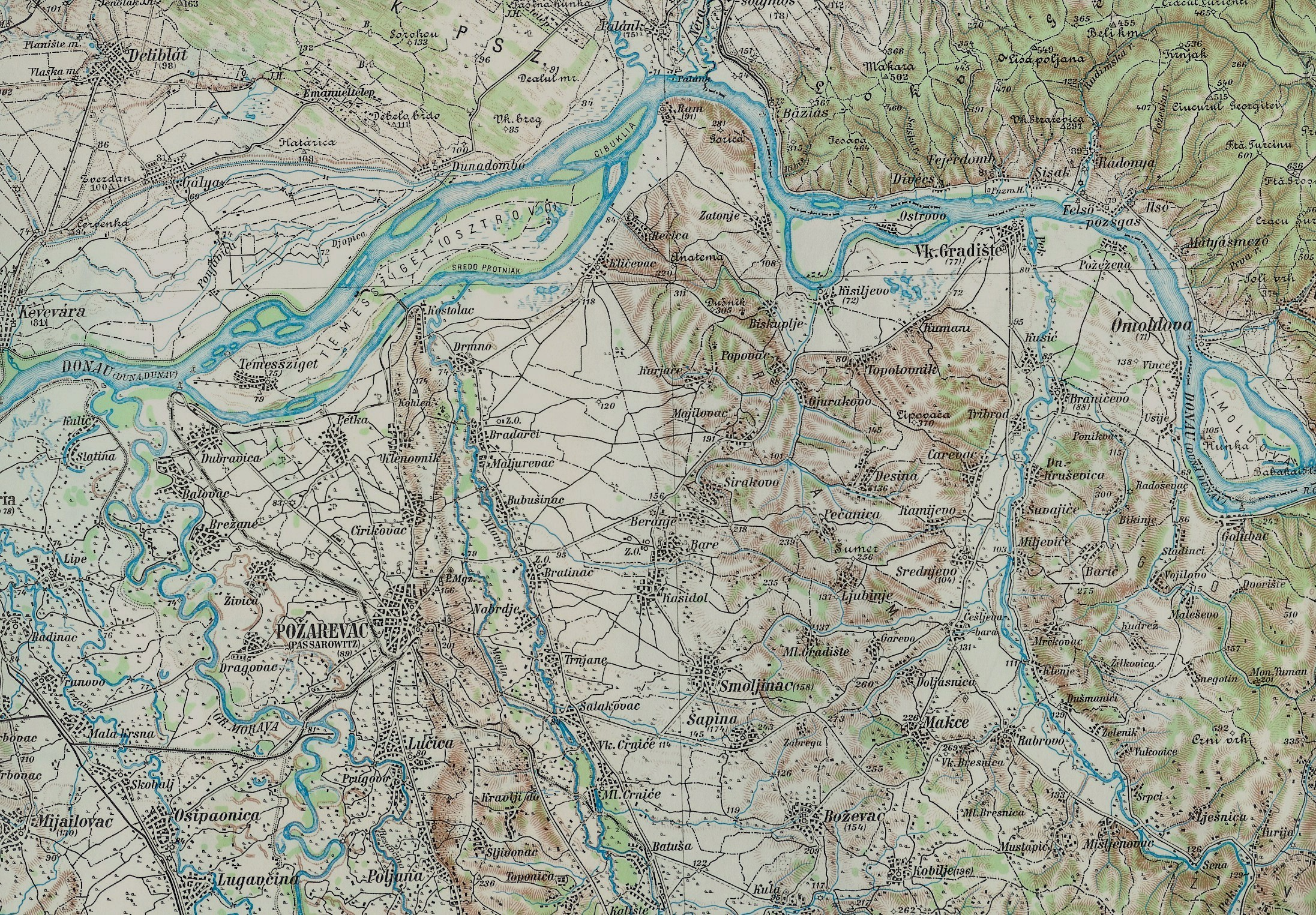
Požarevac prin anul 1916
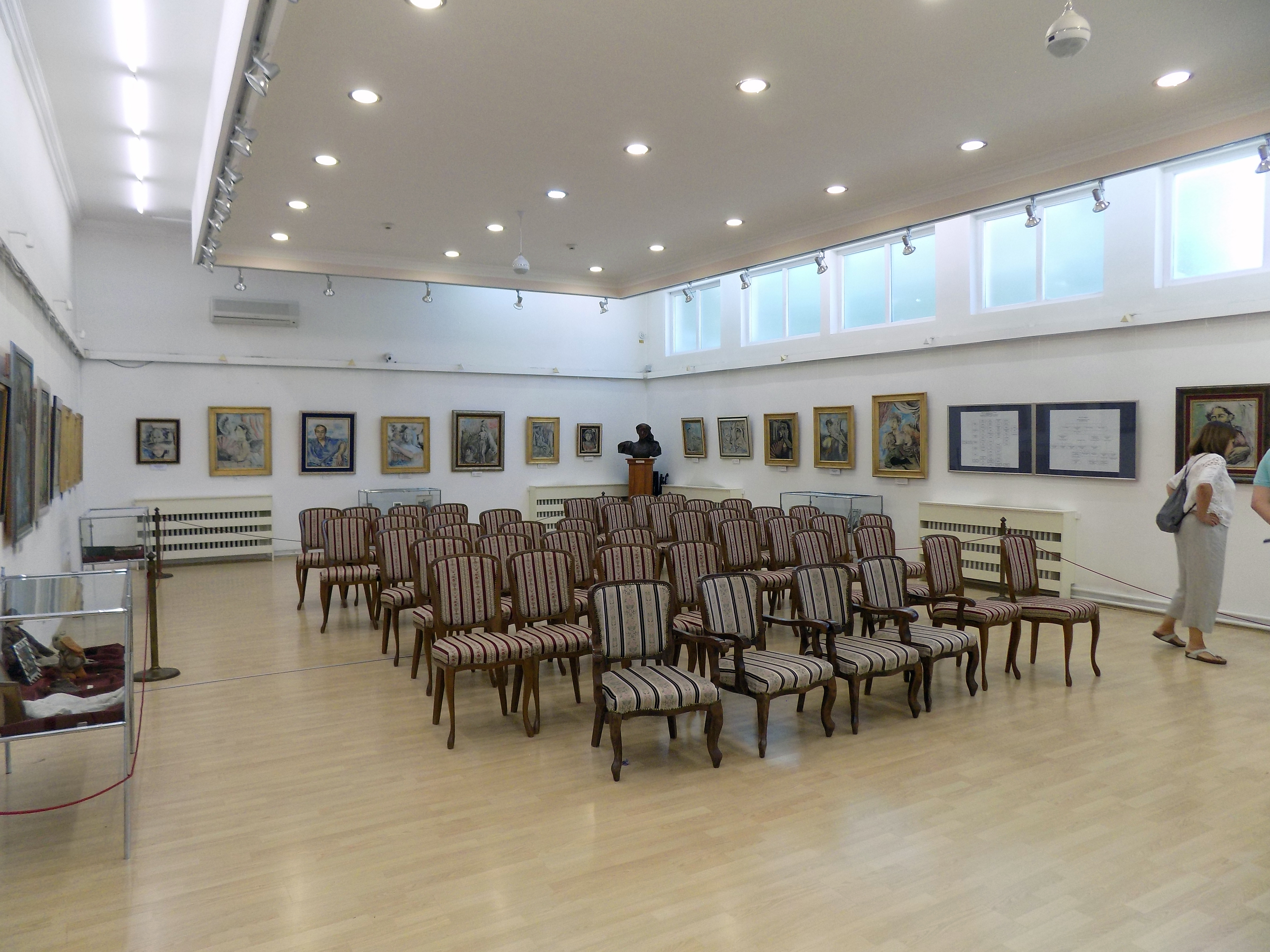
Galeria Milena Pavlović-Barilli